# CA Osasuna
Club Atlético Osasuna je španski nogometni klub iz Pamplone. Ustanovljen je bil leta 1920 in trenutno igra v La Ligi, prvi španski nogometni ligi.
V domačih tekmovanjih ima Osasuna 4 naslove prvaka (1934/35, 1952/53, 1955/56, 1960/61) in 1 naslov podprvaka 2. španske lige (1999/2000) ter naslov podprvaka španskega kraljevega pokala (Copa del Rey) v sezoni 2004/05. V evropskih tekmovanjih pa je največji uspeh Osasune doseg polfinala Evropske lige v sezoni 2006/07, kjer pa je bila v skupnem rezultatu boljša Sevilla (1-0, 0-2).
Domači stadion Osasune je El Sadar, ki sprejme 18.761 gledalcev. Barvi dresov sta rdeča in modra. Vzdevek nogometašev Osasune je Los Rojillos/Gorritxoak ("Rdeči").

## Zanimivosti
Osasuna v baskovščini pomeni zdravje. Klubski pomen tega pojma pa je moč.
Po koncu sezone 2005/06 sta v La Ligi imeli Osasuna in Sevilla enako število točk, kar ju je uvrščalo na 4. in 5. mesto. Ti dve mesti pa odločata, kdo gre v tretji kvalifikacijski krog za Ligo prvakov in kdo v prvi kvalifikacijski krog za Evropsko ligo. Zaradi obeh zmag nad Sevillo (doma in v gosteh) je nato šla Osasuna v kvalifikacijski krog za Ligo prvakov, Sevilla pa v kvalifikacijski krog za Evropsko ligo.